# Penzing
Penzing je nemško naselje  na Zgornjem Bavsarskem v okraju Landsberg am Lech.

## Položaj
Glavno naselje leži v sredini občine, pet km SV od Landsberga in 13km oddaljeno od Ammersee-ja (=Amerskega jezera).

## Zgodovina
Del občine Epfenhausen je prvič omenjen v listini okoli leta 1065. Oberbergen, eno najstarejših razvojnih naselij v okrožju Landsberg, je bilo ustanovljeno v 8. stoletju. Najstarejši dokaz o Ramsachu je listina iz leta 1179. Penzing in Untermühlhausen sta obstajala že, ko je bil okoli leta 740 ustanovljen benediktinski samostan Benediktbeuern, kar je razvidno iz starih zapisov.

## Sedanjost

### Občinski svet glede na število sedežev posameznih strank
| Leto | CSU | SPD | DGP | BBO | DGU | DGR | DGE | skupaj | Prejetih volilnih glasov v % |
| ---- | --- | --- | --- | --- | --- | --- | --- | ------ | ---------------------------- |
| 2020 | 5   | 0   | 3   | 2   | 2   | 2   | 2   | 16     | 71,02                        |
| 2014 | 4   | 0   | 4   | 2   | 2   | 2   | 2   | 16     | 59,04                        |
| 2008 | 4   | 0   | 5   | 2   | 1   | 2   | 2   | 16     | 67,6                         |

BBO = Bürgerblock Oberbergen

DGE = Dorfgemeinschaft Epfenhausen

DGP = Dorfgemeinschaft Penzing

DGR = Dorfgemeinschaft Ramsach

DGU = Dorfgemeinschaft Untermühlhausen

### Pobratena mesta
- Madžarska Leányfalu, naselje na severnem Madžarskem